# Den alvorlige leg
Den alvorlige leg er en svensk dramafilm fra 1977 instrueret af Anja Breien. Filmen er baseret Hjalmar Söderbergs roman af samme navn fra 1912. I hovedrollerne ses blandt andre Stefan Ekman og Lil Terselius.

## Handling
Arvid deler kærligheden med en ung kvinde ved navn Lydia, men som det er sædvanligt ved århundredeskiftet, er kærlighed ikke nok til, at et eventyr kan gå i opfyldelse.

## Medvirkende (i udvalg)
- Lil Terselius som Lydia Stille
- Stefan Ekman som Arvid Stjärnblom
- Torgny Anderberg som Markus Roslin
- Rolf Skoglund som Filip Stille
- Hans Alfredson som baron Freutiger
- Björn Gedda som Lovén
- Allan Edwall som Markel
- Stig Ossian Ericson som Rissler
- Peter Schildt som Kaj Lidner
- Birgitta Andersson som Hilma Randel
- Ernst Günther som Jacob Randel
- Chatarina Larsson som Märta Brehm
- Bodil Malmsten som middagsgæst